# The F Word (South Park)
"The F Word" ("F-ordet") er det tolvte afsnit i den 13. sæson af den amerikanske animererede satireserie  South Park, og episode nr 193 af alle. Den havde premiere på Comedy Central i USA d. 4. november 2009.
Afsnittet omhandler brugen af det amerikanske ord "Faggot". Ordet der i 16. hundredetallet har været brugt som slang for "gammel eller ubehagelig kvinde" til et diskriminerende homofobisk ord for bøsse, meget anvendt i den amerikanske ungdomskultur.[kilde mangler]

## Plot
Indbyggerne i South Park forstyrres af højlydte Harley-Davidson MC'ere, der kører rundt i byen og tiltrækker sig opmærksomhed ved at gasse deres motorcykler op så snart de er inden for hørevidde af andre. Eric Cartman, Stan, Kyle og Kenny, starter en kampagne for at smide MC'erne ud af byen, og bruger i den forbindelse ordet "Faggot" omkring de opmærksomhedskrævende MC'ere.
Drengenes forsøg på at slippe for larmen misforstås af de voksne i byen, og vennerne anklages for at være homofobiske. Herfra går uenigheden på den egentlige betydning af slangordet "Faggot", og en formel ændring af definitionen i Ordbogen er nødvendig, således at "Faggot" nu betyder "irriterende og hensynsløse Harley-Davidson-kørere":

Fag (făg) n. 1. An extremely annoying, inconsiderate 

person most commonly associated with Harley riders. 

2. A person who owns or frequently rides a Harley.

## Eksterne links
- The F Word på Internet Movie Database (engelsk)
- The F Word på AllMovie (engelsk)
- The F Word på Rotten Tomatoes (engelsk)
- The F Word på Metacritic (engelsk)
- The F Word hos The Big Cartoon DataBase (engelsk)
- The F Word hos TV.com (engelsk)